# Alexander von Baranoff

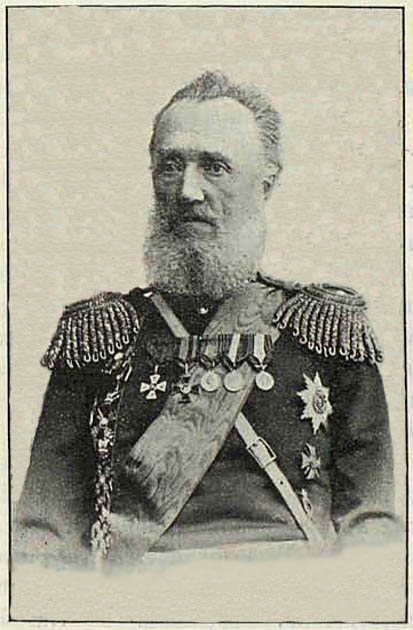
Generalleutnant Alexander Gustav von Baranoff

Alexander Ludwig Gustav von Baranoff, russisch Александр Евстафьевич Баранов (* 9. Januar 1837 in Reval; † 27. Dezember 1905 in Sankt Petersburg) war ein schwedisch-russischer Adeliger und kaiserlich-russischer Generalleutnant.

## Laufbahn
Seine militärische Ausbildung begann im russischen Pagenkorps, die er 1857 als Fähnrich beendete und dann im Preobraschensker Leib-Garderegiment seinen praktischen Militärdienst aufnahm. Mit seiner Beförderung zum Leutnant wurde er 1860 in das Nizhny Novgorod-Dragoner-Regiment in den Kaukasus versetzt. Zwischen 1860 und 1862 nahm er dort an mehreren Kampfhandlungen im Kaukasuskrieg (1817–1864) teil und zeichnete sich durch Tapferkeit aus. 1863 kehrte er in sein Stammregiment zurück und wurde im Feldzug gegen Polen eingesetzt, im Herbst 1863 kehrte er mit seinem Regiment nach Sankt Petersburg zurück. 1865 wurde er zum Militärgouverneur der Region Turkestan abgeordnet und zum Hauptmann in der Kavallerie befördert. Auch hier nahm er erfolgreich an unterschiedlichsten Kampfeinsätzen teil und wurde 1866 zum Major befördert. Im November 1866 übernahm er das Kommando über das 3. Orenburger Linien-Bataillon und kämpfte mit diesem unter dem Oberkommando des Generalmajors Romanovsky bei Ura-Tube und Djizak. In diesen Einsätzen war er ebenfalls als ein tapferer Truppenführer hervorgegangen und 1867 zum Oberstleutnant befördert worden. Im Juni 1868 war er in der Schlacht bei Samarqand eingesetzt und wurde im selben Jahr zum Oberst befördert. Nach einem viermonatigen Genesungsurlaub wechselte er 1869 zur Infanterie und wurde Kommandeur des 61. Infanterie-Reserve-Bataillons. 1872 führte er das Kutaisi-Regiment im Jahre 1877 im russisch-türkischen Krieg und erhielt eine schwere Verwundung. Im November 1877 wurde er zum Generalmajor befördert und 1880 zum Oberbefehlshaber der Provinz Simbirsk ernannt, im September 1880 wurde er Kommandeur der 21. Brigade. Seine letzte Verwendung war als Kommandant des Militärbezirks Kasan im Range eines Generalleutnants.

## Auszeichnungen
- 1862 Russischer Sankt-Stanislaus-Orden,  3. Klasse
- 1862 Russischer Orden des Heiligen Georg, 4. Klasse
- 1864 Goldenes Schwert für Tapferkeit
- 1866 Russischer Orden der Heiligen Anna, 3. Klasse
- 1866 Sankt-Stanislaus-Orden, 2. Klasse
- 1869 Orden der hl. Anna, 2. Klasse
- 1873 Orden des Heiligen Wladimir,  4. Klasse
- 1877 Orden des hl. Wladimir 3. Klasse
- 1881 Orden des Heiligen Stanislaus 1. Klasse
- 1884 Orden von St. Anne 1. Klasse
- 1890 Orden des hl. Wladimir 2. Klasse
- 1896 Kaiserlich-Königlicher Orden vom Weißen Adler
- 1905 Alexander-Newski-Orden

## Herkunft und Familie

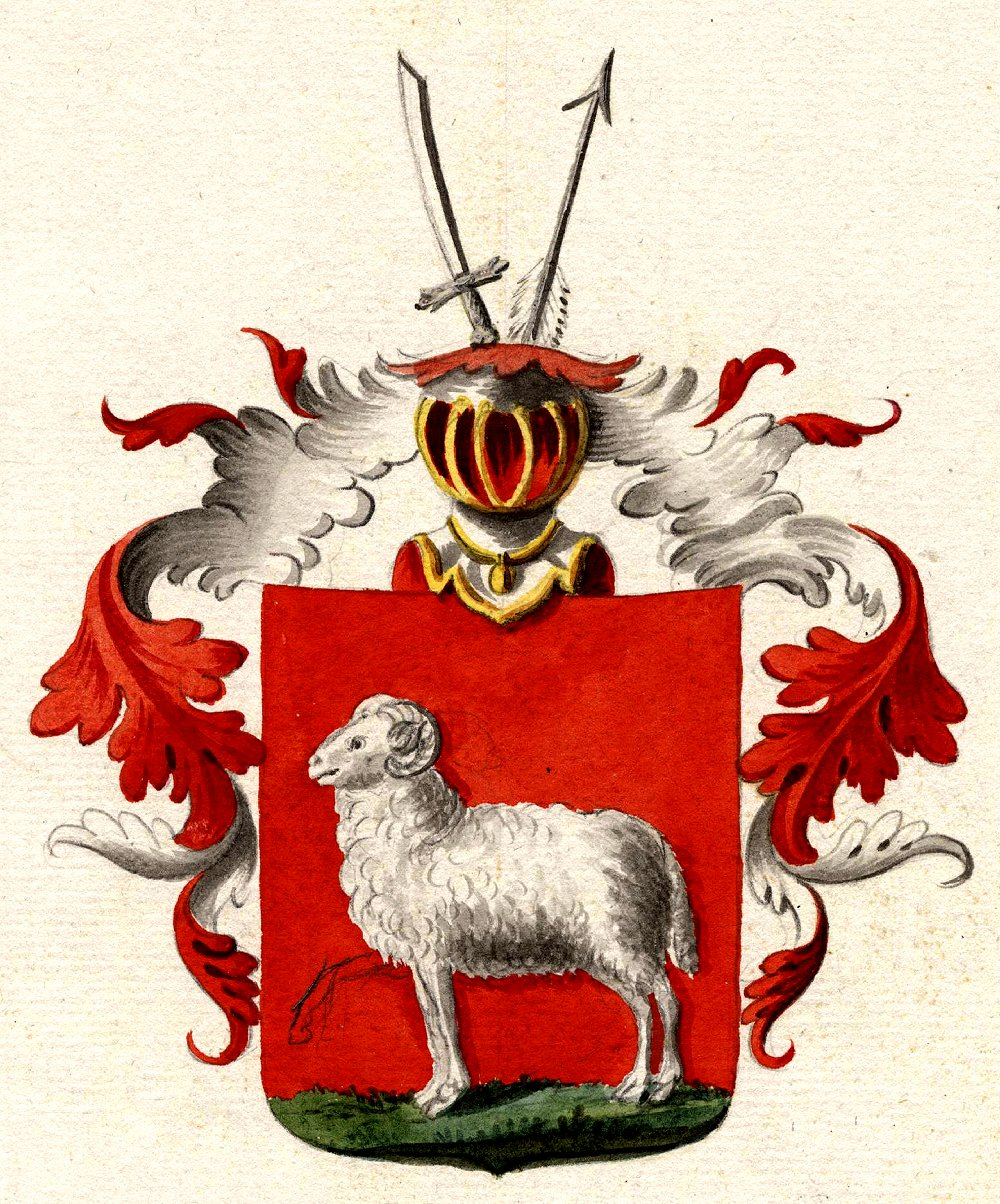
Wappen der baltischen Baranoffs (ab 1666)

Alexander stammte aus dem Adelsgeschlechts von Baranoff. Diese hatten ihren Ursprung aus einem Bojarengeschlecht und waren in der Mitte des 16. Jahrhunderts in Livland und Estland ansässig geworden. Sein Vater war der russische Generalleutnant Moritz Gustav von Baranoff (1790–1845). Sein älterer Bruder war der russische Generalleutnant Nikolai Karl von Baranoff (1825–1903).
Alexander heiratete Katharina Lenartzen (* 1851), ihre Nachkommen waren: Platon Alexandrowitsch, Wladimir Alexandrowitsch, Ekaterina Alexandrowna, Nikolai Alexandrowitsch, Anna Alexandrowna, Elena Alexandrowna, Peter Alexandrowitsch.